# Igelsta

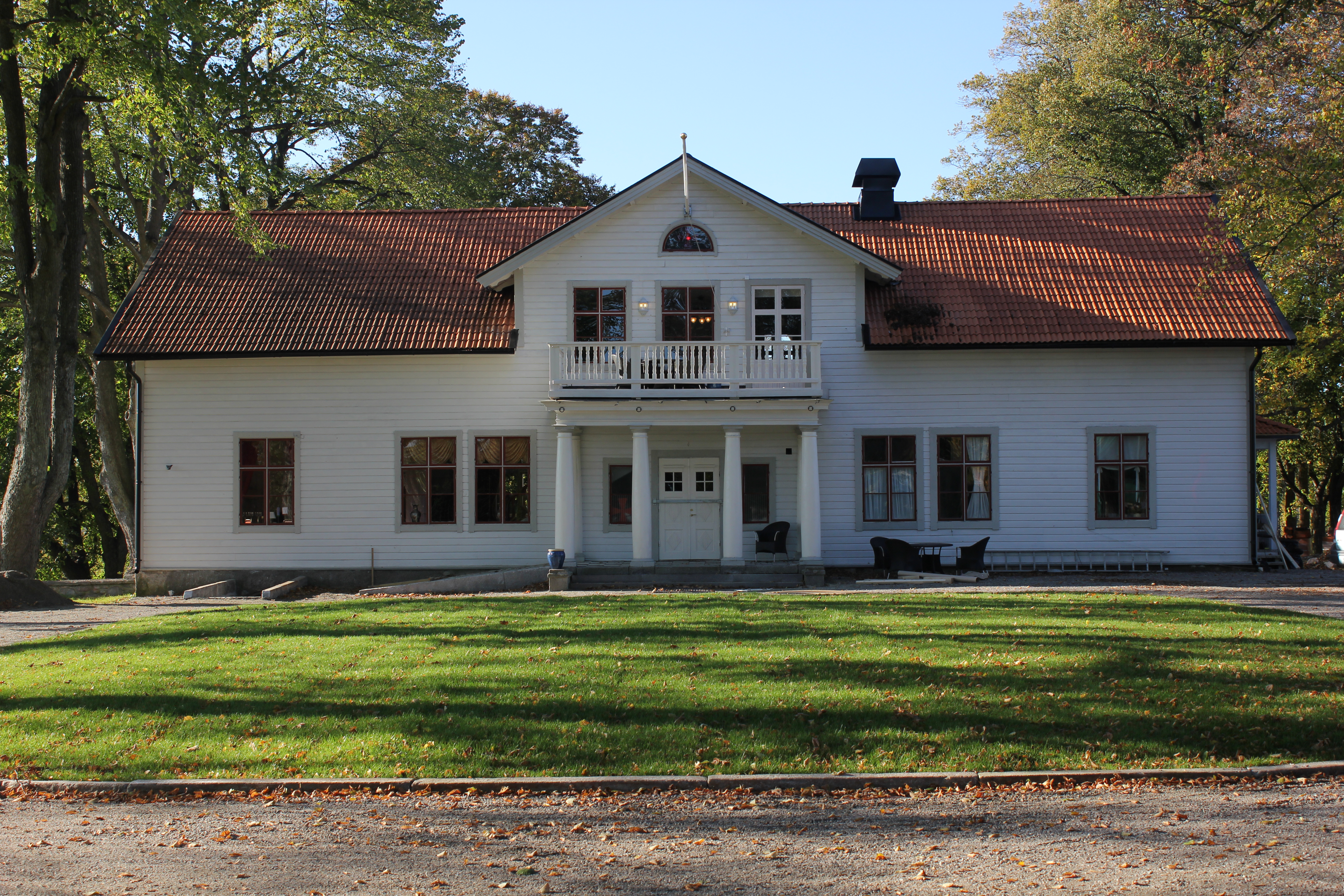
Huvudbyggnaden på Igelsta gård, som gett namn åt stadsdelen.

Igelsta är en stadsdel i sydöstra Södertälje.
Igelsta är kanske mest känt för att ha gett sitt namn åt Igelstabron över Södertälje kanal. Andra saker som förknippas med orten är fjärrvärmeproducenten Igelstaverket samt Telgekoncernens hamn Igelstahamnen. Förr fanns Igelsta brädgård som delvis förstördes vid en brand 1970. Verksamheten vid sågverket lades ner senare under 1970-talet. Marken där virket impregnerades är fortfarande förgiftad, men saneras nu genom övertäckning med de massor som blir över vid byggandet av nya Igelstaverket. Marken är tänkt att användas till bostäder.

## Historia
Ortnamnet skrevs 1362 Igelstum, med förleden mansnamnet Igel och efterleden stadhir, 'ställe, gård'. 
1949 fanns här 606 invånare på en areal av 0,25 kvadratkilometer. Här fans då sågverk och hyvleri, snickerifabrik, träimpregneringsfarbrik, träullsfabrik och kolugnar, allt tillhörande Igelsta Trävaru AB, grundat 1928.
Mellan den 12 december 1924 och den 30 juni 1953 fanns det för orten i Östertälje landskommun Igelsta municipalsamhälle.  Landskommunen med orten uppgick sedan 1963 i Södertälje stad.
Östertälje station hette tidigare Igelsta station.